# Карвалью, Вальтер
Вальтер Карвалью-и-Силва (порт.-браз. Walter Carvalho e Silva; род. 1947, Жуан-Песоа) — бразильский кинооператор и режиссёр.

## Биография
Окончил Высшую школу промышленного дизайна в Рио-де-Жанейро. Увлёкся фотографией, участвовал в нескольких выставках, работал в рекламе. Начал работать в кино как фотограф и ассистент режиссёра, помогая брату, режиссёру Владимиру Карвалью (род. 1935). В дальнейшем работал с крупнейшими мастерами бразильского кино.

## Избранная фильмография
- 1977: Jorjamado no cinema (Глаубер Роша)
- 1982: A missa do galo (Нелсон Перейра дус Сантус)
- 1985: Krajcberg — O poeta dos vestígios (Вальтер Саллес)
- 1986: Geléia geral (Сандра Верник)
- 1987: Dama da noite (Сандра Верник)
- 1991: A grande arte/Exposure/High Art (Вальтер Саллес)
- 1994: Socorro nobre/Life Somewhere Else (Вальтер Саллес)
- 1994: Cinema de lágrimas (Нелсон Перейра дус Сантус)
- 1995: Terra estrangeira (Вальтер Саллес, Даниэла Томас)
- 1996: Pequeno dicionário amoroso (Сандра Верник)
- 1998: Центральный вокзал/ Central do Brasil (Вальтер Саллес, две премии на КФ братьев Манаки, Македония, премия Золотая лягушка на МКФ в Лодзи)
- 1998: O primeiro dia/Meia noite (Вальтер Саллес, Даниэла Томас)
- 1999: Janela da Alma (Вальтер Карвалью, Жуан Жардим, Большая премия бразильского кино, две премии МКФ в Сан-Паулу, Золотой кентавр Санкт-Петербургского фестиваля Послание человеку)
- 2000: Amores possíveis (Сандра Верник)
- 2001: Lavoura Arcaica (Луиш Фернанду Карвалью, Большая премия бразильского кино, премия Фестиваля независимого кино в Буэнос-Айресе, премия КФ в Картахене, премия КФ в Гаване, две премии на КФ братьев Манаки, Македония)
- 2002: Карандиру (Эктор Бабенко)
- 2002: Madame Satã (Карим Айнуз, премия Фестиваля независимого кино в Буэнос-Айресе, премия фестиваля латиноамериканского кино в Лиме)
- 2003: Amarelo Manga (Клаудио Ассис, Большая премия бразильского кино, премия КФ в Гаване, премия на фестивале бразильского кино в Майами)
- 2003: Cazuza — O tempo não pára/Eu preciso dizer que te amo (Сандра Верник, Вальтер Карвалью, премия на фестивале бразильского кино в Майами)
- 2004: La mala hora/O veneno da madrugada (Руй Герра, премия КФ в Гаване)
- 2005: Crime Delicado (Бету Брант, премия на фестивале бразильского кино в Майами)
- 2007: Cleópatra (Жулио Брессане)
- 2009: Украденные мечты (Сандра Вернек)

## Признание
Шестикратный лауреат премии бразильского кино, многочисленных других национальных, зарубежных и международных премий.